# Cota austriaca
Cota austriaca (лат.) — травянистое растение из рода Кота семейства Астровые, или Сложноцветные (Asteraceae). В литературе встречается под устаревшим синонимичным названием Пупавка австрийская (лат. Anthemis austriaca), так как ранее род Кота (Cota) не был выделен из рода Пупавка (Anthemis).

## Ботаническое описание
Однолетнее или двухлетнее, зимующее зелёное, травянистое растение, высотой 20–60 см. Стебель сильно разветвлён.

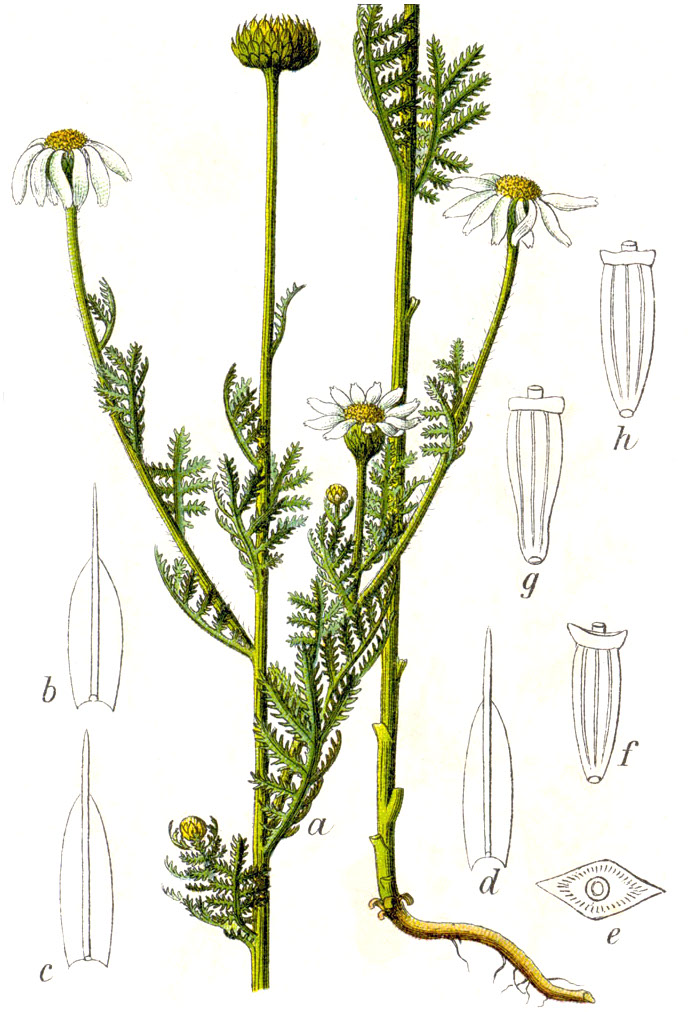
Ботаническая иллюстрация

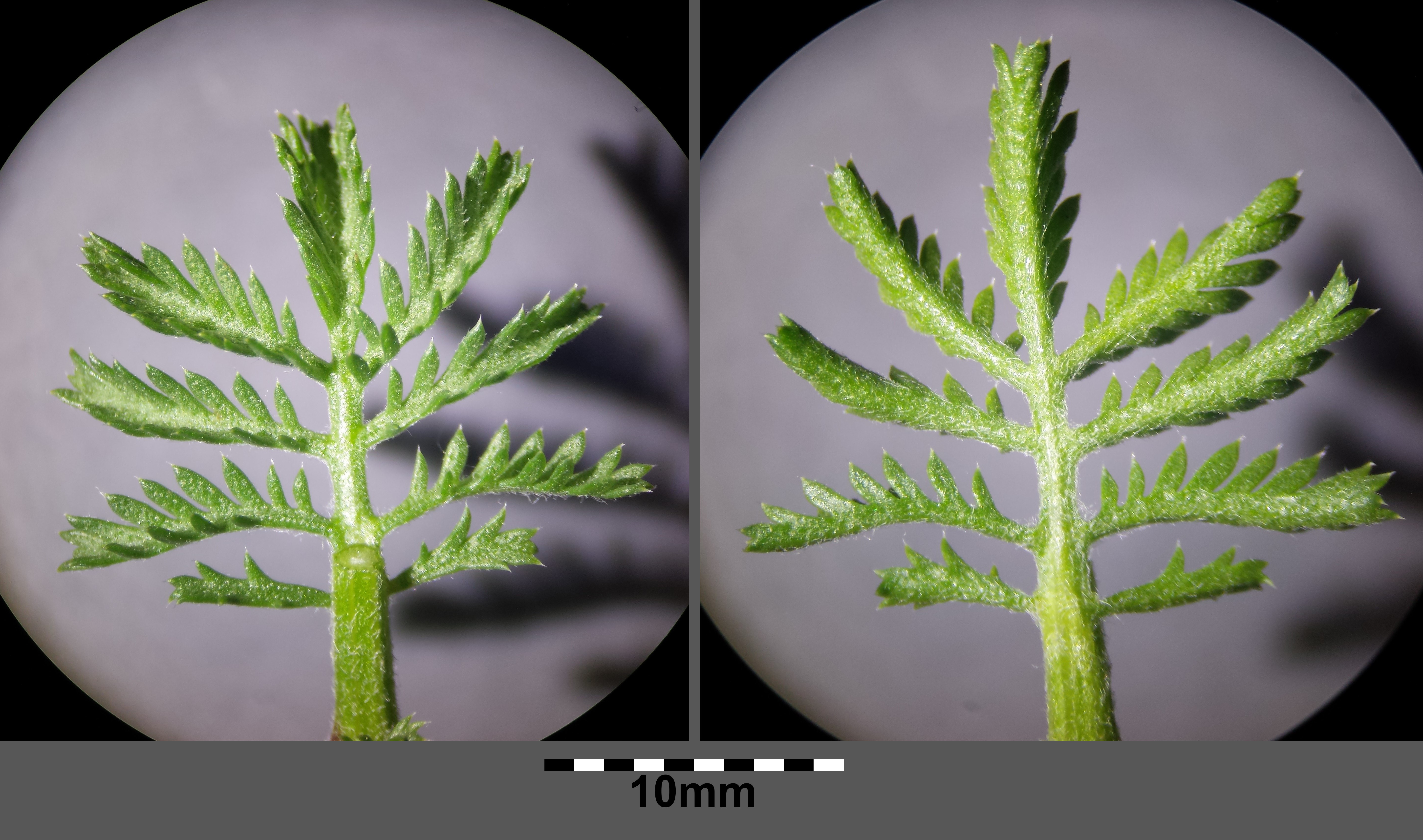
Anthemis austriaca

Листья опушённые, заметно правильные, гребенчатые или перисто-лопастные.
Цветок трубчатый: плод несколько сжатый, ромбический, окаймлённый по бокам.
Период цветения в Северном полушарии длится с июля по сентябрь. В период плодоношения стебли корзинок не утолщаются. Многие корзинки стоят вместе в составном соцветии. Основание корзинки полусферически куполообразное. Листья корзинки ланцетные с жёсткой короткой верхушкой. В корзинке цветки лучевые и трубчатые. Лучевые соцветия белого цвета.
Семянки гладкие, четко сжатые, сплюснутые и четырехугольные.
Число хромосом 2n = 18.

## Распространение и экология
Произрастает на юге Восточной Европы и в восточной части Средиземноморья. Имеются данные об отдельных местах произрастания в Турции, на Балканском полуострове, в Румынии, Австрии, Венгрии, Северной Италии и Южной Германии. Оттуда диаспоры неоднократно заносились. Растения особенно часто встречаются вдоль железнодорожных линий и портовых сооружений. В Германии вид встречается вдоль рек Эльба и Дунай и далее на запад вдоль Рейна. В Саксонии, Пфальце, водосборном бассейне реки Майн и юго-восточном Франконском Альбе вид очень редок; в Нижней Австрии и Бургенланде встречается разрозненно, в остальных местах только рассеянно и в основном неустойчиво. В Швейцарии встречается только как завезённое растение. Иногда его заносят с семенами злаков и семенами клевера лугового.
Обычно растёт на песчано-каменистых, довольно сухих, богатых азотом, известковых почвах в тёплых местах. Заселяет обочины дорог, насыпи, пустыри и поля. В Центральной Европе встречается в растительных сообществах класса Secalietea, ассоциации Sisymbrion или Onopordion, а в северном регионе Верхнего Рейна является характерным видом аргемонов Papaveretum из ассоциации Aperion spicae-venti.

## Таксономия
Впервые вид был описан в 1778 году под названием (базионим) Anthemis austriaca Николаусом Йозефом фон Жакеном в Flora austriaca. Новое научное название — Cota austriaca было опубликовано в 1854 году Карлом Генрихом Шульцем в Oesterr. Bot. Wochenbl. Vol. 4, page 155.